# Данилов Олександр Іванович
Олександр Іванович Данилов (нар. 1916, село Парищі, тепер Лузького району Ленінградської області, Російська Федерація — ?) — український радянський діяч, новатор виробництва, старший кранівник Одеського морського торгового порту Одеської області. Депутат Верховної Ради УРСР 5—6-го скликань.

## Біографія
Народився в селянській родині. Трудову діяльність розпочав у 1930 році колгоспником в Лузькому районі Ленінградської області.
З 1937 по 1945 рік — у Червоній армії, учасник німецько-радянської війни з 1941 року. Служив старшиною 104-го гарматного артилерійського полку 14-ї армії Північного та Карельського фронтів. Був важко поранений.
Член ВКП(б) з 1942 року.
З 1945 року навчався на курсах мотористів та кранівників дизельно-портальних кранів у Одеському порту, які закінчив у 1946 році.
З 1946 року — кранівник портального крану № 23, старший кранівник Одеського морського торгового порту Одеської області. Ударник комуністичної праці, новатор та раціоналізатор.
Потім — на пенсії у місті Одесі.

## Нагороди
- орден Червоного Прапора (5.12.1941)
- орден Вітчизняної війни ІІ ст. (6.04.1985)
- ордени
- медалі